# Robert VII, delfí d'Alvèrnia
Robert VII (? - 1324) fou delfí d'Alvèrnia i comte de Clarmont, successor del seu pare Robert VI, delfí d'Alvèrnia el 1282.
El 1308 va participar en la guerra entre Erard de Saint-Veran i Udard de Montaigu i es va posar al costat del segon, lluitant personalment a la batalla del dia de Sant Dionís. Va morir el 29 de gener de 1324 sent enterrat a l'abadia de Sant Andreu.
El 1279 es va casar amb Alixenta o Alix de Mercoeur (+ 15 de juliol de 1286), vídua de les seves primeres noces amb Ponç de Montlau i de les segones (el 1268) amb Aimar III de Poitiers comte de Valentinois. Va tenir quatre fills:
- Robert (+ jove abans de 1286)
- Joan I
- Guillem, senyor de Montrognon
- Una filla de nom desconegut, religiosa a Magemont

Es va casar en segones núpcies amb Isabel de Châtillon, dama de Jaligny i va tenir cinc fills més:
- Robert de Saint-Ilipise, tronc dels senyors de Saint Ilpise
- Hug, prebost de Brioude
- Isabel, casada amb Pere de Montaigu
- Beatriu
- Elisabet, religiosa